# Juraj Amšel
Juraj Amšel (Zagabria, 17 dicembre 1924 – Zagabria, 7 agosto 1988) è stato un pallanuotista jugoslavo.
Faceva parte della squadra jugoslava che fu eliminata al secondo turno del torneo olimpico del 1948, dove ha giocato due partite.
Quattro anni dopo è stato un membro della squadra olimpica jugoslava nel torneo del 1952, ma non ha giocato una partita. Ancora una volta nel 1956 era un membro della squadra, ma anche in quell'occasione, non giocò una sola partita.